# Élections législatives de 1978 dans le Nord
Les élections législatives françaises de 1978 se déroulent les 12 et 19 mars 1978. Dans le département du Nord, vingt-trois députés sont à élire dans le cadre de vingt-trois circonscriptions.

## Élus
| Circonscription | Député sortant                                 | Parti | Parti | Député élu ou réélu | Parti | Parti         |
| --------------- | ---------------------------------------------- | ----- | ----- | ------------------- | ----- | ------------- |
| 1re             | Robert Valbrun suppléant de Norbert Ségard     |       | RPR   | Norbert Ségard      |       | Divers droite |
| 2e              | Pierre Mauroy                                  |       | PS    | Pierre Mauroy       |       | PS            |
| 3e              | Claude Dhinnin suppléant de Pierre Billecocq   |       | RPR   | Claude Dhinnin      |       | RPR           |
| 4e              | Arthur Cornette                                |       | PS    | Bernard Derosier    |       | PS            |
| 5e              | Arthur Notebart                                |       | PS    | Arthur Notebart     |       | PS            |
| 6e              | André Laurent                                  |       | PS    | André Laurent       |       | PS            |
| 7e              | André Desmulliez                               |       | PS    | Pierre Prouvost     |       | PS            |
| 8e              | Léonce Clérambeaux                             |       | PS    | Alain Faugaret      |       | PS            |
| 9e              | Henri Blary                                    |       | RPR   | Serge Charles       |       | RPR           |
| 10e             | Gérard Haesebroeck                             |       | PS    | Gérard Haesebroeck  |       | PS            |
| 11e             | Albert Denvers                                 |       | PS    | Albert Denvers      |       | PS            |
| 12e             | Maurice Cornette                               |       | RPR   | Maurice Cornette    |       | RPR           |
| 13e             | Auguste Damette                                |       | RPR   | Maurice Sergheraert |       | Divers droite |
| 14e             | Émile Roger                                    |       | PCF   | Émile Roger         |       | PCF           |
| 15e             | Georges Hage                                   |       | PCF   | Georges Hage        |       | PCF           |
| 16e             | Claude Pringalle suppléant de Jacques Legendre |       | RPR   | Jacques Legendre    |       | RPR           |
| 17e             | Jean Durieux                                   |       | RI    | Claude Wargnies     |       | PCF           |
| 18e             | Georges Bustin                                 |       | PCF   | Georges Bustin      |       | PCF           |
| 19e             | Georges Donnez                                 |       | MDSF  | Alain Bocquet       |       | PCF           |
| 20e             | Gustave Ansart                                 |       | PCF   | Gustave Ansart      |       | PCF           |
| 21e             | Charles Naveau                                 |       | PS    | Marceau Gauthier    |       | PCF           |
| 22e             | Albert Maton                                   |       | PCF   | Albert Maton        |       | PCF           |
| 23e             | Jean Jarosz suppléant de Didier Eloy           |       | PCF   | Jean Jarosz         |       | PCF           |

## Résultats

### Résultats à l'échelle du département
| Parti                 | Parti                              | Premier tour | Premier tour | Second tour | Second tour | Sièges |
| Parti                 | Parti                              | Voix         | %            | Voix        | %           | Sièges |
| --------------------- | ---------------------------------- | ------------ | ------------ | ----------- | ----------- | ------ |
|                       | Parti communiste français          | 351 059      | 26,33        | 322 009     | 24,75       | 9      |
|                       | Parti socialiste                   | 347 534      | 26,07        | 378 118     | 29,06       | 8      |
|                       | Mouvement des radicaux de gauche   | 2 007        | 0,15         |             |             | 0      |
|                       | Union de la gauche                 | 700 600      | 52,55        | 700 127     | 53,80       | 17     |
|                       |                                    |              |              |             |             |        |
|                       | Rassemblement pour la République   | 258 478      | 19,39        | 366 086     | 28,13       | 4      |
|                       | Union pour la démocratie française | 167 280      | 12,55        | 165 972     | 12,75       | 0      |
|                       | Divers droite                      | 126 883      | 9,52         | 69 123      | 5,31        | 2      |
|                       | Divers droite (gaulliste)          | 4 091        | 0,31         |             |             | 0      |
|                       | Majorité présidentielle            | 556 732      | 41,76        | 601 181     | 46,20       | 6      |
|                       |                                    |              |              |             |             |        |
|                       | Extrême gauche                     | 30 262       | 2,27         |             |             | 0      |
|                       | Divers écologiste                  | 25 098       | 1,88         | 0           |             |        |
|                       | Gaullistes d'opposition            | 9 990        | 0,75         | 0           |             |        |
|                       | Parti socialiste unifié            | 6 952        | 0,52         | 0           |             |        |
|                       | Extrême droite                     | 2 822        | 0,21         | 0           |             |        |
|                       | Divers                             | 728          | 0,05         | 0           |             |        |
|                       |                                    |              |              |             |             |        |
| Inscrits              | Inscrits                           | 1 573 635    | 100,00       | 1 522 405   | 100,00      | 23     |
| Abstentions           | Abstentions                        | 212 328      | 13,49        | 190 309     | 12,5        |        |
| Votants               | Votants                            | 1 361 307    | 86,51        | 1 332 096   | 87,5        |        |
| Blancs et nuls        | Blancs et nuls                     | 28 123       | 2,07         | 30 788      | 2,31        |        |
| Exprimés              | Exprimés                           | 1 333 184    | 97,93        | 1 301 308   | 97,69       |        |
| Source : Data.gouv.fr |                                    |              |              |             |             |        |

### Résultats par circonscription

#### Première circonscription (Lille-Centre)
|                | Norbert Ségard sortant réélu | Divers droite  | 22 036 | 53,26  |  |  |  |
|                | Denise Cacheux               | PS             | 8 385  | 20,26  |  |  |  |
|                | André Colin                  | PCF            | 5 901  | 14,26  |  |  |  |
|                | Christian Lapère             | Écologie 78    | 2 471  | 5,97   |  |  |  |
|                | Lyonel Aymard                | MDD            | 806    | 1,95   |  |  |  |
|                | Claude Delcueillerie         | LO             | 562    | 1,36   |  |  |  |
|                | Albert Rosse                 | PSU (FA)       | 453    | 1,09   |  |  |  |
|                | Dominique Brunet             | LCR            | 395    | 0,95   |  |  |  |
|                | Gérard Coustenoble           | NAR            | 210    | 0,51   |  |  |  |
|                | Marc Leblanc                 | UOPDP          | 158    | 0,38   |  |  |  |
|                |                              |                |        |        |  |  |  |
| Inscrits       | Inscrits                     | Inscrits       | 51 279 | 100,00 |  |  |  |
| Abstentions    | Abstentions                  | Abstentions    | 8 986  | 17,52  |  |  |  |
| Votants        | Votants                      | Votants        | 42 293 | 82,48  |  |  |  |
| Blancs et nuls | Blancs et nuls               | Blancs et nuls | 916    | 2,17   |  |  |  |
| Exprimés       | Exprimés                     | Exprimés       | 41 377 | 97,83  |  |  |  |

#### Deuxième circonscription (Lille-Sud)
| Candidat       | Candidat                    | Parti          | Premier tour | Premier tour | Second tour | Second tour |  |
| Candidat       | Candidat                    | Parti          | Voix         | %            | Voix        | %           |  |
| -------------- | --------------------------- | -------------- | ------------ | ------------ | ----------- | ----------- |  |
|                | Pierre Mauroy sortant réélu | PS             | 14 158       | 37,75        | 21 395      | 55,97       |  |
|                | Bruno Chauvierre            | RPR            | 6 881        | 18,35        | 16 828      | 44,03       |  |
|                | Jean Pierens                | UDF (PR)       | 6 526        | 17,4         | Retrait     | Retrait     |  |
|                | Albert de Bosschère         | PCF            | 6 380        | 17,01        | Retrait     | Retrait     |  |
|                | Brigitte Loez               | Divers droite  | 1 668        | 4,45         |             |             |  |
|                | Xavier Hardy                | PSU (FA)       | 628          | 1,67         |             |             |  |
|                | Dominique Wailly            | LO             | 621          | 1,66         |             |             |  |
|                | Jean-Pascal Grevet          | Divers         | 518          | 1,38         |             |             |  |
|                | Philippe Renahy             | UOPDP          | 128          | 0,34         |             |             |  |
|                |                             |                |              |              |             |             |  |
| Inscrits       | Inscrits                    | Inscrits       | 52 106       | 100,00       | 52 106      | 100,00      |  |
| Abstentions    | Abstentions                 | Abstentions    | 13 781       | 26,45        | 13 040      | 25,03       |  |
| Votants        | Votants                     | Votants        | 38 325       | 73,55        | 39 066      | 74,97       |  |
| Blancs et nuls | Blancs et nuls              | Blancs et nuls | 817          | 2,13         | 843         | 2,16        |  |
| Exprimés       | Exprimés                    | Exprimés       | 37 508       | 97,87        | 38 223      | 97,84       |  |

#### Troisième circonscription (Lille-Nord)
| Candidat       | Candidat                     | Parti          | Premier tour | Premier tour | Second tour | Second tour |  |
| Candidat       | Candidat                     | Parti          | Voix         | %            | Voix        | %           |  |
| -------------- | ---------------------------- | -------------- | ------------ | ------------ | ----------- | ----------- |  |
|                | Claude Dhinnin sortant réélu | RPR            | 13 731       | 34,16        | 21 945      | 53,25       |  |
|                | Jacqueline Osselin           | PS             | 9 375        | 23,32        | 19 267      | 46,75       |  |
|                | Michel Douliez               | PCF            | 7 300        | 18,16        | Retrait     | Retrait     |  |
|                | Claude Vouters               | UDF (CDS)      | 5 310        | 13,21        |             |             |  |
|                | Jean-Claude Bocquet          | Divers droite  | 1 090        | 2,71         |             |             |  |
|                | Bertrand Marçais             | MRG            | 1 022        | 2,54         |             |             |  |
|                | Jacques Delahousse           | MDD            | 805          | 2            |             |             |  |
|                | Jean-Paul Crouchez           | LO             | 785          | 1,95         |             |             |  |
|                | Roselyne Bavencove           | OCT            | 779          | 1,94         |             |             |  |
|                |                              |                |              |              |             |             |  |
| Inscrits       | Inscrits                     | Inscrits       | 51 590       | 100,00       | 51 590      | 100,00      |  |
| Abstentions    | Abstentions                  | Abstentions    | 10 511       | 20,37        | 9 595       | 18,6        |  |
| Votants        | Votants                      | Votants        | 41 079       | 79,63        | 41 995      | 81,4        |  |
| Blancs et nuls | Blancs et nuls               | Blancs et nuls | 882          | 2,15         | 783         | 1,86        |  |
| Exprimés       | Exprimés                     | Exprimés       | 40 197       | 97,85        | 41 212      | 98,14       |  |

#### Quatrième circonscription (Lille-Est)
| Candidat       | Candidat              | Parti          | Premier tour | Premier tour | Second tour | Second tour |  |
| Candidat       | Candidat              | Parti          | Voix         | %            | Voix        | %           |  |
| -------------- | --------------------- | -------------- | ------------ | ------------ | ----------- | ----------- |  |
|                | Bernard Derosier élu  | PS             | 11 924       | 30,64        | 22 387      | 56,46       |  |
|                | Jean-Raymond de Grève | PCF            | 8 538        | 21,94        | Retrait     | Retrait     |  |
|                | Christian Coulon      | RPR            | 8 003        | 20,56        | 17 263      | 43,54       |  |
|                | Henri-Julien Delbèke  | UDF (Rad)      | 5 107        | 13,12        |             |             |  |
|                | Robert Menu           | FRP            | 1 829        | 4,7          |             |             |  |
|                | Bernard Gorrissen     | Divers droite  | 1 217        | 3,13         |             |             |  |
|                | Ginette Lasselin      | PSU (FA)       | 856          | 2,2          |             |             |  |
|                | Didier Ballieu        | LO             | 646          | 1,66         |             |             |  |
|                | Henri Lucas           | OCT            | 618          | 1,59         |             |             |  |
|                | Ivana Polisini        | UOPDP          | 183          | 0,47         |             |             |  |
|                |                       |                |              |              |             |             |  |
| Inscrits       | Inscrits              | Inscrits       | 49 039       | 100,00       | 49 039      | 100,00      |  |
| Abstentions    | Abstentions           | Abstentions    | 9 038        | 18,43        | 8 412       | 17,15       |  |
| Votants        | Votants               | Votants        | 40 001       | 81,57        | 40 627      | 82,85       |  |
| Blancs et nuls | Blancs et nuls        | Blancs et nuls | 1 080        | 2,7          | 977         | 2,4         |  |
| Exprimés       | Exprimés              | Exprimés       | 38 921       | 97,3         | 39 650      | 97,6        |  |

#### Cinquième circonscription (Haubourdin)
| Candidat       | Candidat                      | Parti          | Premier tour | Premier tour | Second tour | Second tour |  |
| Candidat       | Candidat                      | Parti          | Voix         | %            | Voix        | %           |  |
| -------------- | ----------------------------- | -------------- | ------------ | ------------ | ----------- | ----------- |  |
|                | Arthur Notebart sortant réélu | PS             | 22 714       | 37,79        | 35 577      | 59,42       |  |
|                | Bernard Prévot                | PCF            | 12 657       | 21,06        | Retrait     | Retrait     |  |
|                | Paul-André Lequimme           | UDF (CDS)      | 10 854       | 18,06        | 24 297      | 40,58       |  |
|                | Georges Brice                 | RPR            | 10 678       | 17,76        | Retrait     | Retrait     |  |
|                | Fernand Rousseau              | LO             | 1 709        | 2,84         |             |             |  |
|                | Bernard Van Autryve           | Divers droite  | 1 501        | 2,5          |             |             |  |
|                |                               |                |              |              |             |             |  |
| Inscrits       | Inscrits                      | Inscrits       | 71 165       | 100,00       | 71 167      | 100,00      |  |
| Abstentions    | Abstentions                   | Abstentions    | 9 546        | 13,41        | 9 763       | 13,72       |  |
| Votants        | Votants                       | Votants        | 61 619       | 86,59        | 61 404      | 86,28       |  |
| Blancs et nuls | Blancs et nuls                | Blancs et nuls | 1 506        | 2,44         | 1 530       | 2,49        |  |
| Exprimés       | Exprimés                      | Exprimés       | 60 113       | 97,56        | 59 874      | 97,51       |  |

#### Sixième circonscription (Seclin)
| Candidat       | Candidat                    | Parti          | Premier tour | Premier tour | Second tour | Second tour |  |
| Candidat       | Candidat                    | Parti          | Voix         | %            | Voix        | %           |  |
| -------------- | --------------------------- | -------------- | ------------ | ------------ | ----------- | ----------- |  |
|                | André Laurent sortant réélu | PS (UGSD)      | 20 054       | 30,68        | 35 993      | 54,2        |  |
|                | Robert Vandelanoitte        | RPR            | 17 701       | 27,08        | 30 414      | 45,8        |  |
|                | Maxime Carlier              | PCF            | 14 647       | 22,41        | Retrait     | Retrait     |  |
|                | Jean-Paul Lemaire           | UDF (PR)       | 9 030        | 13,81        |             |             |  |
|                | Sylvette Marie              | LO             | 1 668        | 2,55         |             |             |  |
|                | Marie-Thérèse Lainé         | Divers droite  | 1 303        | 1,99         |             |             |  |
|                | Alain Grelet                | Divers droite  | 965          | 1,48         |             |             |  |
|                |                             |                |              |              |             |             |  |
| Inscrits       | Inscrits                    | Inscrits       | 74 643       | 100,00       | 74 640      | 100,00      |  |
| Abstentions    | Abstentions                 | Abstentions    | 7 623        | 10,21        | 6 837       | 9,16        |  |
| Votants        | Votants                     | Votants        | 67 020       | 89,79        | 67 803      | 90,84       |  |
| Blancs et nuls | Blancs et nuls              | Blancs et nuls | 1 652        | 2,46         | 1 396       | 2,06        |  |
| Exprimés       | Exprimés                    | Exprimés       | 65 368       | 97,54        | 66 407      | 97,94       |  |

#### Septième circonscription (Roubaix-Est)
| Candidat       | Candidat              | Parti                     | Premier tour | Premier tour | Second tour | Second tour |  |
| Candidat       | Candidat              | Parti                     | Voix         | %            | Voix        | %           |  |
| -------------- | --------------------- | ------------------------- | ------------ | ------------ | ----------- | ----------- |  |
|                | Pierre Prouvost élu   | PS                        | 27 890       | 31,58        | 46 685      | 52,06       |  |
|                | Xavier Delerue        | UDF (PR)                  | 19 071       | 21,59        | 42 992      | 47,94       |  |
|                | Ivan Renar            | PCF                       | 14 754       | 16,71        | Retrait     | Retrait     |  |
|                | Gérard Pengam         | RPR                       | 12 909       | 14,62        |             |             |  |
|                | Joseph Frys           | Divers droite (Gaulliste) | 4 091        | 4,63         |             |             |  |
|                | Jean-Marie Glantzlen  | Divers écologiste         | 3 355        | 3,8          |             |             |  |
|                | Yann Phelippeau       | Divers droite             | 1 370        | 1,55         |             |             |  |
|                | T. Laurent            | LO                        | 1 109        | 1,26         |             |             |  |
|                | André Coisne          | PSU (FA)                  | 976          | 1,11         |             |             |  |
|                | Gaston Lemant         | Divers droite             | 796          | 0,9          |             |             |  |
|                | Carole Brouwers       | LCR                       | 582          | 0,66         |             |             |  |
|                | Louis Delangue        | UGP                       | 580          | 0,66         |             |             |  |
|                | Michel Nys            | FN                        | 578          | 0,65         |             |             |  |
|                | Gabrielle Guillermain | UOPDP                     | 258          | 0,29         |             |             |  |
|                |                       |                           |              |              |             |             |  |
| Inscrits       | Inscrits              | Inscrits                  | 105 017      | 100,00       | 105 002     | 100,00      |  |
| Abstentions    | Abstentions           | Abstentions               | 14 596       | 13,9         | 13 344      | 12,71       |  |
| Votants        | Votants               | Votants                   | 90 421       | 86,1         | 91 658      | 87,29       |  |
| Blancs et nuls | Blancs et nuls        | Blancs et nuls            | 2 102        | 2,32         | 1 981       | 2,16        |  |
| Exprimés       | Exprimés              | Exprimés                  | 88 319       | 97,68        | 89 677      | 97,84       |  |

#### Huitième circonscription (Roubaix-Ouest)
| Candidat       | Candidat              | Parti          | Premier tour | Premier tour | Second tour | Second tour |  |
| Candidat       | Candidat              | Parti          | Voix         | %            | Voix        | %           |  |
| -------------- | --------------------- | -------------- | ------------ | ------------ | ----------- | ----------- |  |
|                | Alain Faugaret élu    | PS             | 16 505       | 33,29        | 26 154      | 51,79       |  |
|                | André Diligent        | UDF (CDS)      | 15 116       | 30,49        | 24 350      | 48,21       |  |
|                | Jean-Pierre Marescaux | PCF            | 8 549        | 17,24        | Retrait     | Retrait     |  |
|                | Albert Mullié         | RPR            | 6 113        | 12,33        |             |             |  |
|                | Serge Cattelin        | Divers droite  | 891          | 1,8          |             |             |  |
|                | Antoinette Beghin     | PSU (FA)       | 777          | 1,57         |             |             |  |
|                | Marc Pépiot           | LO             | 726          | 1,46         |             |             |  |
|                | Joseph Romand         | OCT            | 667          | 1,35         |             |             |  |
|                | R. Wychowanok         | UOPDP          | 233          | 0,47         |             |             |  |
|                |                       |                |              |              |             |             |  |
| Inscrits       | Inscrits              | Inscrits       | 59 960       | 100,00       | 59 960      | 100,00      |  |
| Abstentions    | Abstentions           | Abstentions    | 9 166        | 15,29        | 8 448       | 14,09       |  |
| Votants        | Votants               | Votants        | 50 794       | 84,71        | 51 512      | 85,91       |  |
| Blancs et nuls | Blancs et nuls        | Blancs et nuls | 1 217        | 2,4          | 1 008       | 1,96        |  |
| Exprimés       | Exprimés              | Exprimés       | 49 577       | 97,6         | 50 504      | 98,04       |  |

#### Neuvième circonscription (Tourcoing)
| Candidat       | Candidat               | Parti          | Premier tour | Premier tour | Second tour | Second tour |  |
| Candidat       | Candidat               | Parti          | Voix         | %            | Voix        | %           |  |
| -------------- | ---------------------- | -------------- | ------------ | ------------ | ----------- | ----------- |  |
|                | Guy Chatiliez          | PS             | 20 211       | 26,68        | 33 128      | 43,29       |  |
|                | Serge Charles élu      | RPR            | 19 126       | 25,24        | 43 401      | 56,71       |  |
|                | Stéphane Dermaux       | UDF (PR)       | 18 830       | 24,85        | Retrait     | Retrait     |  |
|                | Jacques Coru           | PCF            | 9 977        | 13,17        |             |             |  |
|                | Michel-Antoine Callens | Écologie 78    | 3 557        | 4,69         |             |             |  |
|                | Théodore Ciuch         | MDD            | 1 181        | 1,56         |             |             |  |
|                | Albert Huc             | Divers droite  | 995          | 1,31         |             |             |  |
|                | René Potigny           | PSD            | 976          | 1,29         |             |             |  |
|                | Bernard Seytre         | LO             | 914          | 1,21         |             |             |  |
|                |                        |                |              |              |             |             |  |
| Inscrits       | Inscrits               | Inscrits       | 88 608       | 100,00       | 88 607      | 100,00      |  |
| Abstentions    | Abstentions            | Abstentions    | 11 416       | 12,88        | 10 599      | 11,96       |  |
| Votants        | Votants                | Votants        | 77 192       | 87,12        | 78 008      | 88,04       |  |
| Blancs et nuls | Blancs et nuls         | Blancs et nuls | 1 425        | 1,85         | 1 479       | 1,9         |  |
| Exprimés       | Exprimés               | Exprimés       | 75 767       | 98,15        | 76 529      | 98,1        |  |

#### Dixième circonscription (Armentières)
| Candidat       | Candidat                         | Parti          | Premier tour | Premier tour | Second tour | Second tour |  |
| Candidat       | Candidat                         | Parti          | Voix         | %            | Voix        | %           |  |
| -------------- | -------------------------------- | -------------- | ------------ | ------------ | ----------- | ----------- |  |
|                | Jacques Houssin                  | RPR            | 26 870       | 35,7         | 37 946      | 49,76       |  |
|                | Gérard Haesebroeck sortant réélu | PS             | 22 234       | 29,54        | 38 309      | 50,24       |  |
|                | Pierre Demessine                 | PCF            | 14 226       | 18,9         | Retrait     | Retrait     |  |
|                | Michel Vantichelen               | UDF (Rad)      | 4 832        | 6,42         |             |             |  |
|                | Philippe Caron                   | Écologie 78    | 3 022        | 4,02         |             |             |  |
|                | Stéphane Van Elslande            | Divers (GO)    | 936          | 1,24         |             |             |  |
|                | Roger Dhillit                    | Divers droite  | 920          | 1,22         |             |             |  |
|                | Marie-Cécile Pilatus             | LO             | 830          | 1,1          |             |             |  |
|                | Sylvain Pruvost                  | PSD            | 746          | 0,99         |             |             |  |
|                | Louis Willemetz                  | PSU (FA)       | 645          | 0,86         |             |             |  |
|                |                                  |                |              |              |             |             |  |
| Inscrits       | Inscrits                         | Inscrits       | 85 496       | 100,00       | 85 479      | 100,00      |  |
| Abstentions    | Abstentions                      | Abstentions    | 8 541        | 9,99         | 7 585       | 8,87        |  |
| Votants        | Votants                          | Votants        | 76 955       | 90,01        | 77 894      | 91,13       |  |
| Blancs et nuls | Blancs et nuls                   | Blancs et nuls | 1 694        | 2,2          | 1 639       | 2,1         |  |
| Exprimés       | Exprimés                         | Exprimés       | 75 261       | 97,8         | 76 255      | 97,9        |  |

#### Onzième circonscription (Dunkerque)
| Candidat       | Candidat                     | Parti             | Premier tour | Premier tour | Second tour | Second tour |  |
| Candidat       | Candidat                     | Parti             | Voix         | %            | Voix        | %           |  |
| -------------- | ---------------------------- | ----------------- | ------------ | ------------ | ----------- | ----------- |  |
|                | Albert Denvers sortant réélu | PS                | 36 404       | 36,98        | 58 118      | 58,55       |  |
|                | Claude Prouvoyeur            | Divers droite     | 36 321       | 36,9         | 41 138      | 41,45       |  |
|                | Maurice Pierron              | PCF               | 16 773       | 17,04        | Retrait     | Retrait     |  |
|                | Dominique Martin             | Écologie 78       | 3 281        | 3,33         |             |             |  |
|                | Jean Six                     | LO                | 1 731        | 1,76         |             |             |  |
|                | Jean-Pierre Duyck            | PSD               | 1 212        | 1,23         |             |             |  |
|                | Alain Delbecq                | MDD               | 863          | 0,88         |             |             |  |
|                | Chantal Lamouroux            | Divers écologiste | 818          | 0,83         |             |             |  |
|                | Josette Édonel               | OCT               | 582          | 0,59         |             |             |  |
|                | Laurent Grisel               | UOPDP             | 280          | 0,28         |             |             |  |
|                | Yves Labillois               | FN                | 221          | 0,22         |             |             |  |
|                |                              |                   |              |              |             |             |  |
| Inscrits       | Inscrits                     | Inscrits          | 119 603      | 100,00       | 119 604     | 100,00      |  |
| Abstentions    | Abstentions                  | Abstentions       | 19 231       | 16,08        | 18 383      | 15,37       |  |
| Votants        | Votants                      | Votants           | 100 372      | 83,92        | 101 221     | 84,63       |  |
| Blancs et nuls | Blancs et nuls               | Blancs et nuls    | 1 936        | 1,93         | 1 965       | 1,94        |  |
| Exprimés       | Exprimés                     | Exprimés          | 98 436       | 98,07        | 99 256      | 98,06       |  |

#### Douzième circonscription (Bergues)
| Candidat       | Candidat                       | Parti          | Premier tour | Premier tour | Second tour | Second tour |  |
| Candidat       | Candidat                       | Parti          | Voix         | %            | Voix        | %           |  |
| -------------- | ------------------------------ | -------------- | ------------ | ------------ | ----------- | ----------- |  |
|                | Maurice Cornette sortant réélu | RPR            | 19 180       | 43,07        | 25 460      | 56,86       |  |
|                | Michel Nicolet                 | PS             | 13 380       | 30,04        | 19 318      | 43,14       |  |
|                | Charles de Clermont-Tonnerre   | UDF (PR)       | 5 165        | 11,6         |             |             |  |
|                | Nicole Sename                  | PCF            | 4 259        | 9,56         |             |             |  |
|                | Dominique Guidon               | LO             | 1 525        | 3,42         |             |             |  |
|                | Marc Vandenbeusch-Schallier    | Divers droite  | 617          | 1,39         |             |             |  |
|                | Daniel Desprez                 | Divers (GO)    | 411          | 0,92         |             |             |  |
|                |                                |                |              |              |             |             |  |
| Inscrits       | Inscrits                       | Inscrits       | 50 308       | 100,00       | 50 307      | 100,00      |  |
| Abstentions    | Abstentions                    | Abstentions    | 4 608        | 9,16         | 4 570       | 9,08        |  |
| Votants        | Votants                        | Votants        | 45 700       | 90,84        | 45 737      | 90,92       |  |
| Blancs et nuls | Blancs et nuls                 | Blancs et nuls | 1 163        | 2,54         | 959         | 2,1         |  |
| Exprimés       | Exprimés                       | Exprimés       | 44 537       | 97,46        | 44 778      | 97,9        |  |

#### Treizième circonscription (Hazebrouck)
| Candidat       | Candidat                | Parti             | Premier tour | Premier tour | Second tour | Second tour |  |
| Candidat       | Candidat                | Parti             | Voix         | %            | Voix        | %           |  |
| -------------- | ----------------------- | ----------------- | ------------ | ------------ | ----------- | ----------- |  |
|                | Maurice Sergheraert élu | Divers droite     | 23 864       | 48,41        | 27 985      | 56,23       |  |
|                | Amand Moriss            | PS                | 14 310       | 29,03        | 21 787      | 43,77       |  |
|                | Gilbert Nugou           | PCF               | 6 925        | 14,05        |             |             |  |
|                | Marie Liagre            | Divers écologiste | 1 853        | 3,76         |             |             |  |
|                | Françoise Le Hir        | LO                | 1 287        | 2,61         |             |             |  |
|                | Louis Dochy             | PFN               | 1 057        | 2,14         |             |             |  |
|                |                         |                   |              |              |             |             |  |
| Inscrits       | Inscrits                | Inscrits          | 55 444       | 100,00       | 55 444      | 100,00      |  |
| Abstentions    | Abstentions             | Abstentions       | 5 114        | 9,22         | 4 753       | 8,57        |  |
| Votants        | Votants                 | Votants           | 50 330       | 90,78        | 50 691      | 91,43       |  |
| Blancs et nuls | Blancs et nuls          | Blancs et nuls    | 1 034        | 2,05         | 919         | 1,81        |  |
| Exprimés       | Exprimés                | Exprimés          | 49 296       | 97,95        | 49 772      | 98,19       |  |

#### Quatorzième circonscription (Douai-Nord)
| Candidat       | Candidat                  | Parti          | Premier tour | Premier tour | Second tour | Second tour |  |
| Candidat       | Candidat                  | Parti          | Voix         | %            | Voix        | %           |  |
| -------------- | ------------------------- | -------------- | ------------ | ------------ | ----------- | ----------- |  |
|                | Émile Roger sortant réélu | PCF            | 28 554       | 39,79        | 41 503      | 58,49       |  |
|                | Robert Capron             | RPR            | 14 745       | 20,55        | 29 453      | 41,51       |  |
|                | Charles Fenain            | Divers droite  | 12 169       | 16,96        | Retrait     | Retrait     |  |
|                | Marc Mercier              | PS             | 11 711       | 16,32        | Retrait     | Retrait     |  |
|                | Nicole Daussy             | Divers droite  | 1 880        | 2,62         |             |             |  |
|                | Gilbert Carré             | LO             | 1 094        | 1,52         |             |             |  |
|                | Didier Carrez             | PSD            | 1 002        | 1,4          |             |             |  |
|                | Jean-Michel Cohen         | LCR            | 600          | 0,84         |             |             |  |
|                |                           |                |              |              |             |             |  |
| Inscrits       | Inscrits                  | Inscrits       | 83 095       | 100,00       | 83 094      | 100,00      |  |
| Abstentions    | Abstentions               | Abstentions    | 10 000       | 12,03        | 9 962       | 11,99       |  |
| Votants        | Votants                   | Votants        | 73 095       | 87,97        | 73 132      | 88,01       |  |
| Blancs et nuls | Blancs et nuls            | Blancs et nuls | 1 340        | 1,83         | 2 176       | 2,98        |  |
| Exprimés       | Exprimés                  | Exprimés       | 71 755       | 98,17        | 70 956      | 97,02       |  |

#### Quinzième circonscription (Douai-Sud)
| Candidat       | Candidat                   | Parti          | Premier tour | Premier tour | Second tour | Second tour |  |
| Candidat       | Candidat                   | Parti          | Voix         | %            | Voix        | %           |  |
| -------------- | -------------------------- | -------------- | ------------ | ------------ | ----------- | ----------- |  |
|                | Georges Hage sortant réélu | PCF            | 27 885       | 46,07        | 37 470      | 61,93       |  |
|                | Émile Messager             | RPR            | 12 258       | 20,25        | 23 036      | 38,07       |  |
|                | Jean-Pierre Leroy          | PS             | 9 784        | 16,16        | Retrait     | Retrait     |  |
|                | Michel Bardier             | UDF (CDS)      | 6 779        | 11,2         |             |             |  |
|                | François Mouget            | Divers droite  | 1 474        | 2,44         |             |             |  |
|                | Jean Guénégan              | LO             | 1 363        | 2,25         |             |             |  |
|                | René Lavarde               | MRG            | 985          | 1,63         |             |             |  |
|                |                            |                |              |              |             |             |  |
| Inscrits       | Inscrits                   | Inscrits       | 69 772       | 100,00       | 69 772      | 100,00      |  |
| Abstentions    | Abstentions                | Abstentions    | 7 935        | 11,37        | 7 555       | 10,83       |  |
| Votants        | Votants                    | Votants        | 61 837       | 88,63        | 62 217      | 89,17       |  |
| Blancs et nuls | Blancs et nuls             | Blancs et nuls | 1 309        | 2,12         | 1 711       | 2,75        |  |
| Exprimés       | Exprimés                   | Exprimés       | 60 528       | 97,88        | 60 506      | 97,25       |  |

#### Seizième circonscription (Cambrai)
| Candidat       | Candidat                       | Parti             | Premier tour | Premier tour | Second tour | Second tour |  |
| Candidat       | Candidat                       | Parti             | Voix         | %            | Voix        | %           |  |
| -------------- | ------------------------------ | ----------------- | ------------ | ------------ | ----------- | ----------- |  |
|                | Jacques Legendre sortant réélu | RPR               | 24 612       | 41,18        | 30 383      | 50,09       |  |
|                | Georges Cacheux                | PCF               | 17 828       | 29,83        | 30 270      | 49,91       |  |
|                | Jean Le Garrec                 | PS                | 13 640       | 22,82        | Retrait     | Retrait     |  |
|                | Irène Pergent                  | Divers écologiste | 1 438        | 2,41         |             |             |  |
|                | René Herbaut                   | Divers droite     | 767          | 1,28         |             |             |  |
|                | Jacques Beunèche               | LO                | 742          | 1,24         |             |             |  |
|                | Jacques Ramon                  | FRP               | 445          | 0,74         |             |             |  |
|                | Vincent Rzechtalski            | FN                | 292          | 0,49         |             |             |  |
|                |                                |                   |              |              |             |             |  |
| Inscrits       | Inscrits                       | Inscrits          | 68 140       | 100,00       | 68 138      | 100,00      |  |
| Abstentions    | Abstentions                    | Abstentions       | 7 568        | 11,11        | 6 091       | 8,94        |  |
| Votants        | Votants                        | Votants           | 60 572       | 88,89        | 62 047      | 91,06       |  |
| Blancs et nuls | Blancs et nuls                 | Blancs et nuls    | 808          | 1,33         | 1 394       | 2,25        |  |
| Exprimés       | Exprimés                       | Exprimés          | 59 764       | 98,67        | 60 653      | 97,75       |  |

#### Dix-septième circonscription (Le Cateau-Cambrésis)
| Candidat       | Candidat             | Parti          | Premier tour | Premier tour | Second tour | Second tour |  |
| Candidat       | Candidat             | Parti          | Voix         | %            | Voix        | %           |  |
| -------------- | -------------------- | -------------- | ------------ | ------------ | ----------- | ----------- |  |
|                | Jean Durieux sortant | UDF (PR)       | 15 927       | 36,52        | 21 742      | 49,22       |  |
|                | Claude Wargnies élu  | PCF            | 13 798       | 31,64        | 22 434      | 50,78       |  |
|                | Pierre Carlier       | PS             | 11 553       | 26,49        | Retrait     | Retrait     |  |
|                | Jean-Luc Robin       | LO             | 787          | 1,8          |             |             |  |
|                | Jean-Charles Lebrun  | PSD            | 566          | 1,3          |             |             |  |
|                | Raymonde Debatte     | MDD            | 386          | 0,89         |             |             |  |
|                | Francette Béghin     | Divers droite  | 301          | 0,69         |             |             |  |
|                | M. Pagnien           | FN             | 295          | 0,68         |             |             |  |
|                |                      |                |              |              |             |             |  |
| Inscrits       | Inscrits             | Inscrits       | 49 191       | 100,00       | 49 190      | 100,00      |  |
| Abstentions    | Abstentions          | Abstentions    | 4 784        | 9,73         | 3 846       | 7,82        |  |
| Votants        | Votants              | Votants        | 44 407       | 90,27        | 45 344      | 92,18       |  |
| Blancs et nuls | Blancs et nuls       | Blancs et nuls | 794          | 1,79         | 1 168       | 2,58        |  |
| Exprimés       | Exprimés             | Exprimés       | 43 613       | 98,21        | 44 176      | 97,42       |  |

#### Dix-huitième circonscription (Valenciennes-Est)
| Candidat       | Candidat                     | Parti             | Premier tour | Premier tour | Second tour | Second tour |  |
| Candidat       | Candidat                     | Parti             | Voix         | %            | Voix        | %           |  |
| -------------- | ---------------------------- | ----------------- | ------------ | ------------ | ----------- | ----------- |  |
|                | Georges Bustin sortant réélu | PCF               | 22 811       | 42,1         | 30 886      | 57,42       |  |
|                | Jean-Claude Prud'homme       | RPR               | 10 247       | 18,91        | 22 906      | 42,58       |  |
|                | Daniel Bois                  | PS                | 8 370        | 15,45        | Retrait     | Retrait     |  |
|                | Georges Pettenati            | UDF (MDSF)        | 6 987        | 12,9         |             |             |  |
|                | Luc Coppin                   | Divers écologiste | 2 948        | 5,44         |             |             |  |
|                | Michèle Payelle              | Divers droite     | 1 922        | 3,55         |             |             |  |
|                | Christiane Lefebvre          | LO                | 892          | 1,65         |             |             |  |
|                |                              |                   |              |              |             |             |  |
| Inscrits       | Inscrits                     | Inscrits          | 64 183       | 100,00       | 64 186      | 100,00      |  |
| Abstentions    | Abstentions                  | Abstentions       | 8 991        | 14,01        | 8 785       | 13,69       |  |
| Votants        | Votants                      | Votants           | 55 192       | 85,99        | 55 401      | 86,31       |  |
| Blancs et nuls | Blancs et nuls               | Blancs et nuls    | 1 015        | 1,84         | 1 609       | 2,9         |  |
| Exprimés       | Exprimés                     | Exprimés          | 54 177       | 98,16        | 53 792      | 97,1        |  |

#### Dix-neuvième circonscription (Valenciennes-Nord)
| Candidat       | Candidat               | Parti             | Premier tour | Premier tour | Second tour | Second tour |  |
| Candidat       | Candidat               | Parti             | Voix         | %            | Voix        | %           |  |
| -------------- | ---------------------- | ----------------- | ------------ | ------------ | ----------- | ----------- |  |
|                | Alain Bocquet élu      | PCF               | 27 410       | 38,82        | 38 377      | 54,07       |  |
|                | Georges Donnez sortant | UDF (MDSF)        | 18 980       | 26,88        | 32 596      | 45,93       |  |
|                | Jean-Claude Borgogno   | PS                | 9 835        | 13,93        |             |             |  |
|                | Christian Grillet      | RPR               | 8 186        | 11,59        |             |             |  |
|                | Raymond de Potter      | Divers écologiste | 2 355        | 3,34         |             |             |  |
|                | Danielle Cattelin      | Divers droite     | 1 791        | 2,54         |             |             |  |
|                | Jean-Claude Malèvre    | LO                | 1 218        | 1,73         |             |             |  |
|                | Bernard Decaillon      | FRP               | 449          | 0,64         |             |             |  |
|                | J. de Facq             | FN                | 379          | 0,54         |             |             |  |
|                |                        |                   |              |              |             |             |  |
| Inscrits       | Inscrits               | Inscrits          | 83 455       | 100,00       | 83 447      | 100,00      |  |
| Abstentions    | Abstentions            | Abstentions       | 11 670       | 13,98        | 10 643      | 12,75       |  |
| Votants        | Votants                | Votants           | 71 785       | 86,02        | 72 804      | 87,25       |  |
| Blancs et nuls | Blancs et nuls         | Blancs et nuls    | 1 182        | 1,65         | 1 831       | 2,51        |  |
| Exprimés       | Exprimés               | Exprimés          | 70 603       | 98,35        | 70 973      | 97,49       |  |

#### Vingtième circonscription (Denain)
| Candidat       | Candidat                     | Parti          | Premier tour | Premier tour | Second tour | Second tour |  |
| Candidat       | Candidat                     | Parti          | Voix         | %            | Voix        | %           |  |
| -------------- | ---------------------------- | -------------- | ------------ | ------------ | ----------- | ----------- |  |
|                | Gustave Ansart sortant réélu | PCF            | 35 129       | 49,44        | 46 387      | 66,18       |  |
|                | Julien Huart                 | RPR            | 15 385       | 21,65        | 23 705      | 33,82       |  |
|                | Victor Espalieu              | PS             | 12 440       | 17,51        | Retrait     | Retrait     |  |
|                | Henri Taffin de Givenchy     | Divers droite  | 4 918        | 6,92         |             |             |  |
|                | Paulette Guéry               | LO             | 1 383        | 1,95         |             |             |  |
|                | Alain Mercier                | PSU (FA)       | 1 091        | 1,54         |             |             |  |
|                | Guy Torrens                  | LCR            | 701          | 0,99         |             |             |  |
|                |                              |                |              |              |             |             |  |
| Inscrits       | Inscrits                     | Inscrits       | 82 391       | 100,00       | 82 382      | 100,00      |  |
| Abstentions    | Abstentions                  | Abstentions    | 9 853        | 11,96        | 10 320      | 12,53       |  |
| Votants        | Votants                      | Votants        | 72 538       | 88,04        | 72 062      | 87,47       |  |
| Blancs et nuls | Blancs et nuls               | Blancs et nuls | 1 491        | 2,06         | 1 970       | 2,73        |  |
| Exprimés       | Exprimés                     | Exprimés       | 71 047       | 97,94        | 70 092      | 97,27       |  |

#### Vingt-et-unième circonscription (Avesnes-sur-Helpe)
| Candidat       | Candidat               | Parti          | Premier tour | Premier tour | Second tour | Second tour |  |
| Candidat       | Candidat               | Parti          | Voix         | %            | Voix        | %           |  |
| -------------- | ---------------------- | -------------- | ------------ | ------------ | ----------- | ----------- |  |
|                | Marceau Gauthier élu   | PCF            | 11 281       | 30,02        | 19 702      | 52,11       |  |
|                | Charles Naveau sortant | PS             | 9 797        | 26,07        | Retrait     | Retrait     |  |
|                | Christian Lefebvre     | RPR            | 8 173        | 21,75        | 18 106      | 47,89       |  |
|                | Jacques Bauduin        | UDF            | 6 030        | 16,04        |             |             |  |
|                | Robert Flaender        | PSU (FA)       | 932          | 2,48         |             |             |  |
|                | Marina Podgorny        | LO             | 840          | 2,24         |             |             |  |
|                | Daniel Doussot         | Divers droite  | 361          | 0,96         |             |             |  |
|                | Gilbert Cazeaux        | Divers (GO)    | 168          | 0,45         |             |             |  |
|                |                        |                |              |              |             |             |  |
| Inscrits       | Inscrits               | Inscrits       | 43 867       | 100,00       | 43 864      | 100,00      |  |
| Abstentions    | Abstentions            | Abstentions    | 5 414        | 12,34        | 4 887       | 11,14       |  |
| Votants        | Votants                | Votants        | 38 453       | 87,66        | 38 977      | 88,86       |  |
| Blancs et nuls | Blancs et nuls         | Blancs et nuls | 871          | 2,27         | 1 169       | 3           |  |
| Exprimés       | Exprimés               | Exprimés       | 37 582       | 97,73        | 37 808      | 97          |  |

#### Vingt-deuxième circonscription (Maubeuge)
| Candidat       | Candidat                   | Parti          | Premier tour | Premier tour | Second tour | Second tour |  |
| Candidat       | Candidat                   | Parti          | Voix         | %            | Voix        | %           |  |
| -------------- | -------------------------- | -------------- | ------------ | ------------ | ----------- | ----------- |  |
|                | Albert Maton sortant réélu | PCF            | 19 679       | 36,23        | 29 564      | 53,94       |  |
|                | Bernard Lebas              | RPR            | 18 334       | 33,75        | 25 240      | 46,06       |  |
|                | Pierre Bérégovoy           | PS             | 11 152       | 20,53        | Retrait     | Retrait     |  |
|                | Bernard Peltier            | UDF (CDS)      | 3 209        | 5,91         |             |             |  |
|                | Monique Pietton            | LO             | 756          | 1,39         |             |             |  |
|                | Jacques Decaux             | PSU (FA)       | 594          | 1,09         |             |             |  |
|                | Thierry Bodden             | Divers droite  | 594          | 1,09         |             |             |  |
|                |                            |                |              |              |             |             |  |
| Inscrits       | Inscrits                   | Inscrits       | 63 729       | 100,00       | 63 840      | 100,00      |  |
| Abstentions    | Abstentions                | Abstentions    | 8 529        | 13,38        | 7 956       | 12,46       |  |
| Votants        | Votants                    | Votants        | 55 200       | 86,62        | 55 884      | 87,54       |  |
| Blancs et nuls | Blancs et nuls             | Blancs et nuls | 882          | 1,6          | 1 080       | 1,93        |  |
| Exprimés       | Exprimés                   | Exprimés       | 54 318       | 98,4         | 54 804      | 98,07       |  |

#### Vingtième-troisième circonscription (Le Quesnoy)
| Candidat       | Candidat                  | Parti          | Premier tour | Premier tour | Second tour | Second tour |  |
| Candidat       | Candidat                  | Parti          | Voix         | %            | Voix        | %           |  |
| -------------- | ------------------------- | -------------- | ------------ | ------------ | ----------- | ----------- |  |
|                | Jean Jarosz sortant réélu | PCF            | 15 798       | 35,05        | 25 416      | 55,97       |  |
|                | Arthur André              | PS             | 11 708       | 25,98        | Retrait     | Retrait     |  |
|                | Jacques Bran              | UDF (CDS)      | 9 527        | 21,14        | 19 995      | 44,03       |  |
|                | René Duprez               | RPR            | 5 346        | 11,86        |             |             |  |
|                | Jean-Yves Herbeuval       | FRP            | 1 131        | 2,51         |             |             |  |
|                | Jean-Pierre Remeur        | LO             | 910          | 2,02         |             |             |  |
|                | Alain Carton              | Divers droite  | 650          | 1,44         |             |             |  |
|                |                           |                |              |              |             |             |  |
| Inscrits       | Inscrits                  | Inscrits       | 51 554       | 100,00       | 51 547      | 100,00      |  |
| Abstentions    | Abstentions               | Abstentions    | 5 607        | 10,88        | 4 935       | 9,57        |  |
| Votants        | Votants                   | Votants        | 45 947       | 89,12        | 46 612      | 90,43       |  |
| Blancs et nuls | Blancs et nuls            | Blancs et nuls | 877          | 1,91         | 1 201       | 2,58        |  |
| Exprimés       | Exprimés                  | Exprimés       | 45 070       | 98,09        | 45 411      | 97,42       |  |